# Pârâul Stâncos
Pârâul Stâncos este un curs de apă, afluent al râului Avrig. 